# 工农区 (中华人民共和国县级行政区)
工农区是中華人民共和國曾经存在的一种县级行政区名称。存在于四川省，通常设立于一些有重要工业基地，但当时又不足以设立市的地方。先后存在的工农区有：
- 金口河工农区，原属乐山地区，1985年乐山地区改为地级乐山市时，金口河工农区改为乐山市辖的金口河区。
- 华云工农区，1985年改县级华蓥市。
- 白沙工农区。1993年与万源县合并，设立县级万源市。